# Валдфишбах-Бургалбен
Валдфишбах-Бургалбен (њем. Waldfischbach-Burgalben) општина је у њемачкој савезној држави Рајна-Палатинат. Једно је од 84 општинска средишта округа Југозападни Палатинат. Према процјени из 2010. у општини је живјело 4.958 становника. Посједује регионалну шифру (AGS) 7340054.

## Географски и демографски подаци
Валдфишбах-Бургалбен се налази у савезној држави Рајна-Палатинат у округу Југозападни Палатинат. Општина се налази на надморској висини од 250–280 метара. Површина општине износи 17,6 km². У самом мјесту је, према процјени из 2010. године, живјело 4.958 становника. Просјечна густина становништва износи 282 становника/km².

## Међународна сарадња
| Мјесто   | Држава    | Врста сарадње | Од    |
| -------- | --------- | ------------- | ----- |
| Карантан | Француска | партнерство   | 1966. |
| Извор    |           |               |       |